# Nogometno prvenstvo Like 1984./85.
Nogometno prvenstvo Like (Lička nogometna liga, Nogometna liga Like) za sezonu 1984./85., te je bila liga 5. stupnja natjecanja 
 
Sudjelovalo je 10 klubova, a prvak je bio "Velebit" iz Žabice. 

## Ljestvica
| mj. | klub                     | ut. | pob. | ner. | por. | gol+ | gol- | bod |
| --- | ------------------------ | --- | ---- | ---- | ---- | ---- | ---- | --- |
| 1.  | Velebit Žabica           | 18  | 10   | 6    | 2    | 48   | 16   | 26  |
| 2.  | Sloga Otočac             | 17  | 11   | 1    | 5    | 65   | 24   | 23  |
| 3.  | Udarnik Perušić          | 18  | 8    | 3    | 7    | 50   | 38   | 19  |
| 4.  | Jedinstvo Donji Lapac    | 18  | 8    | 3    | 7    | 38   | 28   | 19  |
| 5.  | Bratstvo Gračac          | 18  | 6    | 7    | 5    | 42   | 35   | 19  |
| 6.  | Partizan Titova Korenica | 17  | 7    | 5    | 5    | 35   | 29   | 19  |
| 7.  | Gacka Sinac              | 18  | 7    | 5    | 6    | 34   | 33   | 19  |
| 8.  | Borac Brinje             | 18  | 7    | 2    | 9    | 29   | 35   | 16  |
| 9.  | Plitvice (Plitvica)      | 18  | 5    | 5    | 8    | 30   | 44   | 15  |
| 10. | Ustanik Srb              | 18  | 1    | 1    | 16   | 14   | 92   | 3   |

- ljestvica bez rezultata jedne utakmice
- Plitvica – na današnjem području tog naselja je naselje Plitvička Jezera
- Titova Korenica – tadašnji naziv za Korenicu

## Rezultatska križaljka
| kratica | klub                     | BOR | BRA | GAC | JED | PAR | PLI | SLO | UDA | UST | VEL |
| --- | ------------------------ | --- | --- | --- | --- | --- | --- | --- | --- | --- | --- |
| BOR | Borac Brinje             |     |     |     |     |     |     |     |     |     |     |
| BRA | Bratstvo Gračac          |     |     |     |     |     |     |     |     |     |     |
| GAC | Gacka Sinac              |     |     |     |     |     |     |     |     |     |     |
| JED | Jedinstvo Donji Lapac    |     |     |     |     |     |     |     |     |     |     |
| PAR | Partizan Titova Korenica |     |     |     |     |     |     |     |     |     |     |
| PLI | Plitvice (Plitvica)      |     |     |     |     |     |     |     |     |     |     |
| SLO | Sloga Otočac             |     |     |     |     |     |     |     |     |     |     |
| UDA | Udarnik Perušić          |     |     |     |     |     |     |     |     |     |     |
| UST | Ustanik Srb              |     |     |     |     |     |     |     |     |     |     |
| VEL | Velebit Žabica           |     |     |     |     |     |     |     |     |     |     |
| |                          |     |     |     |     |     |     |     |     |     |     |
| podebljan rezultat - utakmice od 1. do 9. kola (1. utakmica između klubova) rezultat normalne debljine - utakmice od 10. do 18. kola (2. utakmica između klubova) rezultat nakošen - nije vidljiv redoslijed odigravanja međusobnih utakmica iz dostupnih izvora rezultat nakošen i smanjen * - iz dostupnih izvora nije uočljiv domaćin susreta prekrižen rezultat - poništena ili brisana utakmica p - utakmica prekinuta 3:0 p.f. / 0:3 p.f. - rezultat 3:0 bez borbe |                          |     |     |     |     |     |     |     |     |     |     |

 Izvori: 